# Irina Bokowa
Irina Georgiewa Bokowa, bułg. Ирина Георгиева Бокова (ur. 12 lipca 1952 w Sofii) – bułgarska urzędniczka państwowa, dyplomata, działaczka społeczna i polityk, długoletnia pracownik bułgarskiego Ministerstwa Spraw Zagranicznych, wiceminister (1995–1996) i p.o. ministra spraw zagranicznych w rządzie Żana Widenowa (1996–1997), deputowana do konstytuanty (1990–1991) oraz do Zgromadzenia Narodowego 39. kadencji (2001–2005), ambasador Bułgarii we Francji i Monako oraz stały przedstawiciel Bułgarii przy UNESCO (2005–2009), od 2009 do 2017 dyrektor generalny UNESCO.

## Życiorys
Jest absolwentką anglojęzycznego liceum w Sofii (1971) oraz Moskiewskiego Państwowego Instytutu Stosunków Międzynarodowych (1976). Naukę kontynuowała na University of Maryland, College Park (1989) oraz na Uniwersytecie Harvarda (1999).
Była działaczką Bułgarskiej Partii Komunistycznej. W 1977 rozpoczęła pracę w bułgarskim Ministerstwie Spraw Zagranicznych, gdzie zajmowała się problematyką europejską oraz Organizacją Narodów Zjednoczonych. Na początku lat 90. została deputowaną do konstytuanty, w której zasiadała w latach 1990–1991. W 1995 weszła do socjalistycznego rządu Żana Widenowa na stanowisko wiceministra odpowiedzialnego za integrację europejską. Od listopada 1996 do lutego 1997 w tym samym gabinecie pełniła obowiązki ministra spraw zagranicznych. W międzyczasie startowała również w wyborach prezydenckich w 1996 jako kandydatka na wiceprezydenta u boku ówczesnego ministra kultury Iwana Marazowa. W drugiej turze otrzymali około 40% głosów, przegrywając z kandydatami Związku Sił Demokratycznych.
Po odwołaniu gabinetu Żana Widenowa zaangażowała się w różne inicjatywy pozarządowe, m.in. współpracowała z Europejskim Instytutem Uniwersyteckim we Florencji oraz była założycielką think tanku promującego wartości europejskie i proces integracyjny.
Z listy lewicowej Koalicji dla Bułgarii z powodzeniem wystartowała w wyborach parlamentarnych w 2001, wygranych przez liberalny Narodowy Ruch Symeona Drugiego. Przez cztery lata zasiadała w Zgromadzeniu Narodowym, gdzie była wiceprzewodniczącą komisji spraw zagranicznych. Pod koniec kadencji w czerwcu 2005 została mianowana ambasadorem Bułgarii we Francji, otrzymała równoczesną akredytację w Monako oraz przy UNESCO.
22 września 2009 została desygnowana na dyrektora generalnego UNESCO. W rywalizacji o to stanowisko pokonała dziewięciu innych kandydatów, m.in. Egipcjanina Faruka Husniego, którego krytykowali m.in. Bernard-Henri Lévy, Claude Lanzmann oraz laureat Pokojowej Nagrody Nobla Elie Wiesel, zarzucając mu antysemityzm i udział w organizacji egipskiej cenzury. Została pierwszą kobietą oraz pierwszym przedstawicielem Europy Wschodniej na tym stanowisku. Jej kandydatura została zatwierdzona na sesji Zgromadzenia Generalnego UNESCO 15 października 2009. W listopadzie 2013 wybrano ją na drugą kadencję. Zakończyła urzędowanie w listopadzie 2017, gdy funkcję tę objęła Audrey Azoulay.
W 2016 bez powodzenia ubiegała się o urząd sekretarza generalnego Organizacji Narodów Zjednoczonych.

## Życie prywatne
Dwukrotnie zamężna. Z pierwszym mężem Lubomirem Kołarowem ma dwoje dzieci: córkę Naję i syna Pawła. Jej drugim mężem został Kalin Mitrew. Jest córką Georgiego Bokowa, redaktora naczelnego komunistycznej prasy oraz pracownika KC Bułgarskiej Partii Komunistycznej. Jej brat Filip Bokow również został dyplomatą oraz politykiem, obejmował funkcje szefa gabinetu premiera Sergeja Staniszewa i ambasadora w Słowenii.

## Odznaczenia
- Order Stara Płanina I klasy we wstęgą (2013)[11]
- Krzyż Wielki Orderu Słońca Peru (Peru, 2011)[12]
- Wielki Oficer Narodowego Orderu Czadu (Czad, 2012)[12]
- Komandor Orderu Narodowego Beninu (Benin, 2012)[12][13]
- Komandor Orderu Zasługi Kulturalnej (Monako, 2013)[12][14]
- Wielki Oficer Orderu Narodowego José Matíasa Delgado (Salwador, 2013)[12]
- Order Przyjaźni Narodów (Baszkortostan, Rosja, 2013)[12]
- Order Juana Mory Fernándeza (Kostaryka, 2013)[12]
- Gwanghwa Medal (Korea Południowa, 2014)[12]
- Order Hilal-e-Pakistan (Pakistan, 2014)[12]
- Komandor Orderu Alawitów (Maroko, 2014)[15]
- Order „Przyjaźń” (Kazachstan, 2014)[16]
- Medal Państwowy Magtymguly Pyragy (Turkmenistan, 2014)[12]
- Komandor Orderu Sztuki i Literatury (Francja, 2014)[12]
- Wielki Oficer Ordre de la Valeur (Kamerun, 2014)[12]
- Komandor Legii Honorowej (Francja, 2015)[12]
- Komandor Orderu Narodowego (Mali, 2015)[17]
- Order Gwiazdy Polarnej (Mongolia, 2015)[12]
- Krzyż Wielki Orderu Cywilnego Alfonsa X Mądrego (Hiszpania, 2017)[18]
- Oficer Narodowego Orderu Quebecu (Kanada, 2017)[19]